# Ángel Gómez Ruiz
Ángel Gómez Ruiz (Sevilla, 15 de septiembre de 1976) es un exfutbolista y entrenador español. Su actual equipo es el Club Deportivo River Ecuador de la Serie A de Ecuador.

## Trayectoria

### Como futbolista
De madre sevillana y padre gallego, Gómez nació en la capital andaluza en 1976 pero a los tres meses se trasladó a vivir con su familia a Frankfurt (Alemania). De pequeño, comenzó a jugar a fútbol en la escuela del Eintracht hasta que con 12 años cambió de lugar de residencia. De adolescente jugó en el Cervellò, Incresa y Santfeliuenc.
Acomodado en el interior zurdo, llegó a jugar de profesional en clubes como CE Europa, Cornellà, Santboià, Manlleu o Balaguer.

### Como Director deportivo y entrenador
En el Balaguer tuvo de entrenador a la persona que, en 2011, le propuso fichar como responsable del mercado en Sudamérica del Espanyol, Ramón Planes. Pero antes, Gómez se formó como entrenador y director deportivo.
Licenciado en Psicología, especializado en la rama deportiva y entrenador UEFA PRO (Título Nacional), el sevillano empezó de entrenador en el juvenil del Europa y con 26 años fue nombrado coordinador de todo el fútbol base. Permaneció en el cargo hasta 2009 y logró que todos los equipos de la cantera jugasen en División de Honor o Preferente, las categorías más altas del fútbol catalán.
En 2010 se fue a vivir a Ecuador y le llegó una oferta del Barcelona Sporting Club. En aquel curso, el equipo dirigido por Benito Floro se logró salvar en la última jornada. De la mano de Gómez, el primer equipo pasó a pelear por entrar en la Copa Libertadores, aunque un gol le impidió clasificarse y se tuvo que conformar con participar en la Copa Sudamericana, un símil a la Europa League. En 2011 se trasladó a Quito para ser director deportivo del Independiente, y además se hizo cargo del equipo Sub-18, donde logró el campeonato nacional.
Embarazada su mujer de mellizos, el director deportivo decidió regresar a España y, dados sus conocimientos del mercado sudamericano, trabajó de responsable para el Espanyol de la mano de Ramón Planes. Óscar Perarnau lo convirtió, en diciembre de 2012, en secretario técnico. Hasta su marcha en enero, fue su mano derecha, uno de los ayudantes del gran legado del anterior director deportivo.
En marzo de 2016, tras la marcha de Óscar Perarnau, el RCD Espanyol lo nombra oficialmente nuevo director deportivo de la entidad, firmando con el proyecto de Rastar Group encabezado por el presidente Chen Yansheng, un contrato hasta el 30 de junio de 2019.
En diciembre de 2016, es despedido como director deportivo del Espanyol y es reemplazado en el club catalán por Jordi Lardín. Tres semanas después se compromete con el River de Ecuador como primer entrenador, aprovechando su experiencia en el país sudamericano tras su paso por la secretaría técnica del Barcelona Sporting Club y el Independiente del Valle años atrás.

## Clubes como director deportivo
| Club                              | País    | Año       |
| --------------------------------- | ------- | --------- |
| Barcelona Sporting Club           | Ecuador | 2011-2012 |
| Independiente del Valle           | Ecuador | 2012-2013 |
| RCD Espanyol (secretario técnico) | Ecuador | 2013-2016 |
| RCD Espanyol (director deportivo) | España  | 2016      |

## Clubes como entrenador
| Club                         | País    | Año  |
| ---------------------------- | ------- | ---- |
| Club Deportivo River Ecuador | Ecuador | 2017 |